# Trochodendraceae
Trochodendraceae је мала фамилија скривеносеменица, која се филогенетски налази у основи стабла правих дикотиледоних биљака. Обухвата само два рода, са по једном рецентном (савременом) врстом:
- и

Савремени ареал ове фамилије обухвата југоисточну Азију, Тајван и јапанска острва.